# San Juan Tlalpujahuilla
San Juan Tlalpujahuilla är en ort i Mexiko.   Den ligger i kommunen Tlalpujahua och delstaten Michoacán de Ocampo, i den sydöstra delen av landet, 120 km väster om huvudstaden Mexico City. San Juan Tlalpujahuilla ligger 2 721 meter över havet och antalet invånare är 917.
Terrängen runt San Juan Tlalpujahuilla är kuperad. Runt San Juan Tlalpujahuilla är det ganska tätbefolkat, med 179 invånare per kvadratkilometer. Närmaste större samhälle är Tlalpujahua de Rayón, 2,0 km nordväst om San Juan Tlalpujahuilla. Trakten runt San Juan Tlalpujahuilla består till största delen av jordbruksmark.